# ジョン・フィッチ
ジョン・フィッチ（Jon Fitch、1978年2月24日 - ）は、アメリカ合衆国の男性元総合格闘家。インディアナ州フォートウェイン出身。ワン・キックス・ジム所属。元WSOF世界ウェルター級王者。
グラウンドでトップキープして相手を削る堅実な戦法を得意とする。

## 来歴
パデュー大学時代はレスリング部でキャプテンを務め、NCAAディビジョン1で活躍。レスリング部のコーチだったトム・エリクソンの影響で総合格闘技に興味を持ち、一般社会で働く準備ができていなかったためプロ格闘家になる決意をしたという。
2002年7月13日、プロデビュー戦となったRFC 1でマイク・パイルと対戦し、チョークスリーパーで一本負け。
2003年9月6日、WJプロレス主催のX-1にでゲイブ・ガルシアと対戦し、TKO勝ち。
2007年7月、HERO'S 2007 ミドル級世界王者決定トーナメント開幕戦に出場した永田克彦のセコンドとして来日。

### UFC
2005年10月3日、UFC初参戦となったUltimate Fight Night 2でブロック・ラーソンと対戦し、3-0の判定勝ちを収めた。
2008年3月1日、UFC 82でクリス・ウィルソンと対戦し、3-0の判定勝ち。UFC参戦以来8連勝を挙げ、ウェルター級タイトルへの挑戦権を手にした。
2008年8月9日、UFC 87のUFC世界ウェルター級タイトルマッチで王者のジョルジュ・サンピエールに挑戦。判定負けを喫し王座獲得に失敗するも、ファイト・オブ・ザ・ナイトを受賞した。
2009年1月31日、UFC 94で郷野聡寛と対戦し、判定勝ち。7月11日のUFC 100ではパウロ・チアゴに判定勝ちを収めている。
2010年3月27日、UFC 111でベン・ソーンダースと対戦し、3-0の判定勝ちを収めた。当初はチアゴ・アウベスと対戦予定であったが、開催2日前の25日に行なわれたCTスキャンでアウベスの脳に異常が見つかり対戦相手が変更となった。
2010年8月7日、UFC 117でチアゴ・アウベスと対戦し、3-0の判定勝ちを収めた。この試合は、アウベスが計量時にリミット170ポンドを1.5ポンドオーバーし、171.5ポンドのキャッチウェイトバウトとなった。
2011年2月27日、UFC 127のメインイベントでBJ・ペンと対戦し、1-0の判定引き分けとなった。
2012年10月13日、UFC 153でエリック・シウバと対戦し、判定勝ち。ファイト・オブ・ザ・ナイトを受賞した。
2013年2月2日、UFC 156でデミアン・マイアと対戦。終始グラウンドで劣勢となり、判定負け。この一敗によりフィッチはUFCをリリースされる事となった。連敗をしていない選手がリリースされるのはUFCでは異例である。

### WSOF
2013年6月15日、WSOF初参戦となったWSOF 3でジョシュ・バークマンと約7年振りに再戦するも、開始41秒でギロチンチョークで絞め落とされ一本負け。プロデビュー戦以来の一本負けである。
2013年10月、ニューヨーク州シラキュースへ転居し、スポーツクラブ「Pacific Health Club」にインストラクターとして就職。
2014年12月13日、WSOF 16のWSOF世界ウェルター級タイトルマッチでホジマール・パリャーレスと対戦し、膝十字固めで一本負けを喫し王座獲得に失敗した。試合後、薬物検査で規定量を超える高濃度のテストステロンが検出された事が発表された。
2015年10月17日、WSOF 24でウェルター級に転向した岡見勇信と対戦し、3-0の判定勝ち。

#### WSOF王座獲得
2016年4月2日、WSOF 30のWSOF世界ウェルター級王座決定戦でジョアン・ゼフェリーノと対戦し、3-0の判定勝ちを収め38歳で王座獲得に成功した。
2016年12月31日、WSOF 34のWSOF世界ウェルター級タイトルマッチで挑戦者のジェイク・シールズと対戦し、3-0の判定勝ちを収め王座の初防衛に成功した。
2017年6月30日、PFL: DaytonaのPFL世界ウェルター級タイトルマッチで挑戦者のブライアン・フォスターと対戦し、ブルドッグチョークで一本勝ちを収め2度目の王座防衛に成功した。

### Bellator
2019年4月27日、Bellator 220のウェルター級ワールドグランプリ準々決勝として行われたBellator世界ウェルター級タイトルマッチで王者ローリー・マクドナルドに挑戦し、1-0の引き分け判定で王座獲得に失敗した。
2020年9月12日、Bellator 246でネイマン・グレイシーと対戦。ヒールフックで一本負けを喫し、試合後に引退を発表した。

## 戦績

### プロ総合格闘技
| 総合格闘技 戦績 | 総合格闘技 戦績 | 総合格闘技 戦績 | 総合格闘技 戦績 | 総合格闘技 戦績 | 総合格闘技 戦績 | 総合格闘技 戦績 |
| --------------- | --------------- | --------------- | --------------- | --------------- | --------------- | --------------- |
| 43 試合         | (T)KO           | 一本            | 判定            | その他          | 引き分け        | 無効試合        |
| 32 勝           | 6               | 6               | 20              | 0               | 2               | 1               |
| 8 敗            | 2               | 4               | 2               | 0               | 2               | 1               |

| 勝敗 | 対戦相手                         | 試合結果                       | 大会名 | 開催年月日     |
| ×    | ネイマン・グレイシー             | 2R 4:47 ヒールフック           | Bellator 246: Archuleta vs. Mix                                                                                          | 2020年9月12日  |
| △    | ローリー・マクドナルド           | 5分5R終了 判定1-0              | Bellator 220: MacDonald vs. Fitch 【ウェルター級ワールドグランプリ 準々決勝】 【Bellator世界ウェルター級タイトルマッチ】 | 2019年4月27日  |
| ○    | ポール・デイリー                 | 5分3R終了 判定3-0              | Bellator 199: Bader vs. King Mo                                                                                          | 2018年5月12日  |
| ○    | ブライアン・フォスター           | 2R 3:12 ブルドッグチョーク     | Professional Fighters League: Daytona                                                                                    | 2017年6月30日  |
| ○    | ジェイク・シールズ               | 5分5R終了 判定3-0              | WSOF 34: Gaethje vs. Firmino 【WSOF世界ウェルター級タイトルマッチ】                                                      | 2016年12月31日 |
| ○    | ジョアン・ゼフェリーノ           | 5分5R終了 判定3-0              | WSOF 30: Branch vs. Starks 【WSOF世界ウェルター級王座決定戦】                                                            | 2016年4月2日   |
| ○    | 岡見勇信                         | 5分3R終了 判定3-0              | WSOF 24: Fitch vs. Okami                                                                                                 | 2015年10月17日 |
| ×    | ホジマール・パリャーレス         | 1R 1:30 膝十字固め             | WSOF 16: Palhares vs. Fitch 【WSOF世界ウェルター級タイトルマッチ】                                                       | 2014年12月13日 |
| ○    | デニス・ホールマン               | 5分3R終了 判定3-0              | WSOF 11: Gaethje vs. Newell                                                                                              | 2014年7月5日   |
| ○    | マルセロ・アルファヤ             | 5分3R終了 判定2-1              | WSOF 6: Burkman vs. Carl                                                                                                 | 2013年10月26日 |
| ×    | ジョシュ・バークマン             | 1R 0:41 ギロチンチョーク       | WSOF 3: Fitch vs. Burkman 2                                                                                              | 2013年6月15日  |
| ×    | デミアン・マイア                 | 5分3R終了 判定0-3              | UFC 156: Aldo vs. Edgar                                                                                                  | 2013年2月2日   |
| ○    | エリック・シウバ                 | 5分3R終了 判定3-0              | UFC 153: Silva vs. Bonnar                                                                                                | 2012年10月13日 |
| ×    | ジョニー・ヘンドリックス         | 1R 0:12 KO（左フック）         | UFC 141: Lesnar vs. Overeem                                                                                              | 2011年12月30日 |
| △    | BJ・ペン                         | 5分3R終了 判定1-0              | UFC 127: Penn vs. Fitch                                                                                                  | 2011年2月27日  |
| ○    | チアゴ・アウベス                 | 5分3R終了 判定3-0              | UFC 117: Silva vs. Sonnen                                                                                                | 2010年8月7日   |
| ○    | ベン・ソーンダース               | 5分3R終了 判定3-0              | UFC 111: St-Pierre vs. Hardy                                                                                             | 2010年3月27日  |
| ○    | マイク・ピアース                 | 5分3R終了 判定3-0              | UFC 107: Penn vs. Sanchez                                                                                                | 2009年12月12日 |
| ○    | パウロ・チアゴ                   | 5分3R終了 判定3-0              | UFC 100 | 2009年7月11日  |
| ○    | 郷野聡寛                         | 5分3R終了 判定3-0              | UFC 94: St-Pierre vs. Penn 2                                                                                             | 2009年1月31日  |
| ×    | ジョルジュ・サンピエール         | 5分3R終了 判定0-3              | UFC 87: Seek and Destroy 【UFC世界ウェルター級タイトルマッチ】                                                           | 2008年8月9日   |
| ○    | クリス・ウィルソン               | 5分3R終了 判定3-0              | UFC 82: Pride of a Champion                                                                                              | 2008年3月1日   |
| ○    | ディエゴ・サンチェス             | 5分3R終了 判定2-1              | UFC 76: Knockout | 2007年9月22日  |
| ○    | ホアン・"ジュカオン"・カルネイロ | 2R 1:07 チョークスリーパー     | UFC Fight Night: Stout vs. Fisher                                                                                        | 2007年6月12日  |
| ○    | ルイージ・フィオラヴァンティ     | 2R 3:05 チョークスリーパー     | UFC 68: The Uprising | 2007年3月3日   |
| ○    | 弘中邦佳                         | 5分3R終了 判定3-0              | UFC 64: Unstoppable | 2006年10月14日 |
| ○    | チアゴ・アウベス                 | 2R 4:37 TKO（パウンド）        | Ultimate Fight Night 5                                                                                                   | 2006年6月28日  |
| ○    | ジョシュ・バークマン             | 2R 4:57 チョークスリーパー     | Ultimate Fight Night 4                                                                                                   | 2006年4月6日   |
| ○    | ブロック・ラーソン               | 5分3R終了 判定3-0              | Ultimate Fight Night 2                                                                                                   | 2005年10月3日  |
| ○    | ジェフ・ジョスリン               | 5分3R終了 判定2-1              | Freedom Fight: Canada vs. USA                                                                                            | 2005年7月9日   |
| ○    | アレックス・セルジュコフ         | 2R 2:15 TKO（パンチ連打）      | MMA Mexico: Day 1 【ウェルター級トーナメント 決勝】                                                                      | 2004年12月17日 |
| ○    | ホルヘ・オルティス               | 5分3R終了 判定3-0              | MMA Mexico: Day 1 【ウェルター級トーナメント 準決勝】                                                                    | 2004年12月17日 |
| ○    | マイク・シール                   | 2R 2:35 TKO（負傷）            | MMA Mexico: Day 1 【ウェルター級トーナメント 1回戦】                                                                     | 2004年12月17日 |
| ○    | 宇良健吾                         | 5分2R終了 判定3-0              | Venom: First Strike | 2004年9月18日  |
| ○    | ショーニー・カーター             | 3R 0:41 ギブアップ（バスター） | Shooto USA: Warrior Spirit Evolution                                                                                     | 2003年11月14日 |
| ○    | ゲイブ・ガルシア                 | 1R 2:41 TKO（パウンド）        | X-1 | 2003年9月6日   |
| ○    | カイル・ジェンセン               | 5分3R終了 判定3-0              | Battleground 1: War Cry                                                                                                  | 2003年7月19日  |
| －   | ソロモン・ハッチャーソン         | 2R 無効試合（反則）            | HOOKnSHOOT: Boot Camp 1.1                                                                                                | 2003年3月8日   |
| ×    | ウィウソン・ゴヴェイア           | 1R 3:38 TKO（膝蹴り）          | HOOKnSHOOT: Absolute Fighting Championships 1                                                                            | 2002年12月13日 |
| ○    | エリック・ティクス               | 1R 0:07 KO（パンチ）           | Ultimate Wrestling | 2002年9月7日   |
| ○    | ダン・ハート                     | 1R 0:58 フロントチョーク       | Ultimate Wrestling | 2002年9月7日   |
| ×    | マイク・パイル                   | 1R 2:35 チョークスリーパー     | RFC 1: The Beginning | 2002年7月13日  |

### アマチュア総合格闘技
| 勝敗 | 対戦相手             | 試合結果                   | 大会名               | 開催年月日    |
| ○    | ベン・ユーカー       | 2R 0:37 ギブアップ（負傷） | Extreme Challenge 48 | 2002年7月27日 |
| ○    | マーク・スモリンスキ | 2R 0:16 フロントチョーク   | Extreme Challenge 48 | 2002年7月27日 |

### グラップリング
| 勝敗 | 対戦相手           | 試合結果           | 大会名               | 開催年月日     |
| △    | パウロ・ミヤオ     | 20分終了 時間切れ  | World Jiu-Jitsu Expo | 2013年11月10日 |
| ×    | ジェイク・シールズ | チョークスリーパー | グレイシー・オープン | 2005年3月19日  |

## 獲得タイトル
- MMA Mexicoウェルター級トーナメント 優勝（2004年）
- 第3代WSOF世界ウェルター級王座（2016年）

## 表彰
- ブラジリアン柔術 黒帯
- UFC ファイト・オブ・ザ・ナイト（2回）

## 出演
- Such Great Heights（2012年）